# Kulczyce (Laskowce)
Kulczyce, Kulczyki (ukr. Кульчики) – dawniej samodzielna wieś na Ukrainie w rejonie tarnopolskim należącym do obwodu tarnopolskiego. Obecnie znajduje się w granicach wsi Laskowce, stanowiąc jej północną eksklawę.

## Historia
Kulczyce to dawniej samodzielna wieś, która w połowie XIX w. stanowiła odrębną w gminę jednostkową w Bezirk Budzanów Królestwa Galicji i Lodomerii (110 mieszkańców w 1854 roku). Następnie zniesiona i włączona do Laskowiec jako przysiółek.
W międzywojniu w II RP (vide gmina Mogielnica). Po II wojnie światowej włączone w struktury ZSRR.